# Kașcenkove, Kroleveț
Kașcenkove (în ucraineană Кащенкове) este un sat în comuna Mutîn din raionul Kroleveț, regiunea Sumî, Ucraina.

## Demografie
Componența lingvistică a localității Kașcenkove
     Ucraineană (50%)
     Rusă (50%)
Conform recensământului din 2001, majoritatea populației localității Kașcenkove era vorbitoare de ucraineană (50%), existând în minoritate și vorbitori de rusă (50%).